# 花井卓藏

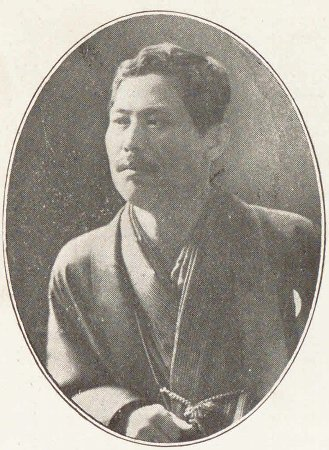
花井卓藏

花井卓藏（はない たくぞう，1868年7月31日—1931年12月3日），是明治・大正時期活躍的律師・政治家，也是第3代檢察總長並擔任過中央大学教授的花井忠的岳父。

## 生涯

### 苦學的代言人
慶應4年（1868年）出生，是備後国御調郡三原町（現廣島縣三原市）士族・立原四郎右衛門的四男，之後過繼給分家並改姓花井。從小就被稱為神童，10歳時為了升學而前往東京，但因為經濟困難而在3年後歸鄉。之後，在小学擔任代課教師，並成為長谷川櫻南的學生，並與高楠順次郎等人一起在櫻南舎學習。之後，在3年內擔任教師，並與高楠一起參加 自由民權運動，但也因此遭到解職。之後，再次前往東京苦學，明治21年（1888年）從英吉利法律学校（現在的中央大学）畢業。再隔年的明治23年（1890年）12月，以23歳之姿通過律師考試，成為當時司法界最年輕通過的人。

### 刑事辯護的第一人
曾替足尾礦毒事件中遭鎮壓的農民，明治34年（1901年）大逆事件中的幸德秋水等人進行辯護，當時就以現在所謂人權派律師的身分活躍著。明治43年（1910年），為星亨暗殺事件進行辯護，讓新聞讚揚稱「花井的辯護奇妙且論理明快」。此外，他也曾替國民大會事件（日比谷縱火事件），シーメンス事件，1918年米騷動，滿鐵冤獄等許多重大事件進行辯護。
41年間的律師生涯中，負責過一萬件刑事案件，並且也積極接受貧困的平民的委託。因此也讓他深刻學習到實務上的刑事法學而成為刑事辯護的第一人，並因此與原嘉道並稱為在野法曹之雄。大正15年（1926年）松島遊郭疑獄擔任被告辯護人並於最後退出第一線，昭和4年（1929年）7月塗銷其律師登記。
另外，花井在台灣著名的治警事件中，曾獨立替二審被改判有罪的蔣渭水等13名被告提出上訴。

### 作為政治家
除了律師工作外，於明治31年（1898年）到大正8年（1917年）的眾議院總選舉中，總計當選7次的議員，之後擔任眾議院副議長，大正11年（1922年）6月6日起，被任命為貴族院議員，其辯論技巧被以「歴代政府的剋星」而為政府畏懼。這期間，於明治35年（1902年，與河野廣中､中村彌六等人以｢沒有道理只讓繳納10圓以上稅金的人才能獨立參政…｣為由，向眾議院提出日本第一次的普遍選舉法案（但遭否決）。明治39年（1906年）以法律調查委員的身分提出 刑法修正案，之後，他也推動陸海軍軍法會議法及當時劃時代的 陪審法案的成立，並與負責審議的若槻禮次郎有過激烈交鋒而出名。
也因為這樣的功蹟而受到高度評價，明治42年（1909年），成為帝國大學・官立大學的畢業生以外，第一位被授予法學博士的人，並由文部大臣頒發給他。

### 去世
晩年除了擔任朝日新聞法律顧問外，也擔任法制審議会副總裁・以及刑法調査委員長等職務，比起法曹實務，他本人更盡力於立法面上，但在昭和6年（1931年）於東京・神田自宅兼事務所的寢室中，卻因為瓦斯中毒而過世（他就寝時，瓦斯暖器的瓦斯管不知何故而被拔開）。其葬禮前的通夜儀式以及葬禮進行時，有許多法律界人士參加，還造成許多重要的審判因此延期，足見花井對於法律界的影響力。
然後，報導花井訃聞的朝日新聞也在專欄天声人語中，對於花井的為人，也以下述的文章做出簡潔明瞭的記載。
…錆のある音声と，華やかな弁舌と，辛辣な立論と，刑事辯論の社会的地位を定めた感あり。毎議会では政府の鬼門的存在を示して，波乱を巻き，然れども怒って敵を作らず，撃ってこれを愛撫する処世の妙は，範とするに足る。「何人も見る權利あり今日の月」の名吟を残す一方，「法に涙あり」の主張が，しばしば法廷に時ならぬ涙の雨を降らせた…
 — 昭和6年12月5日付東京朝日新聞朝刊

## 實務界及法律理論之間

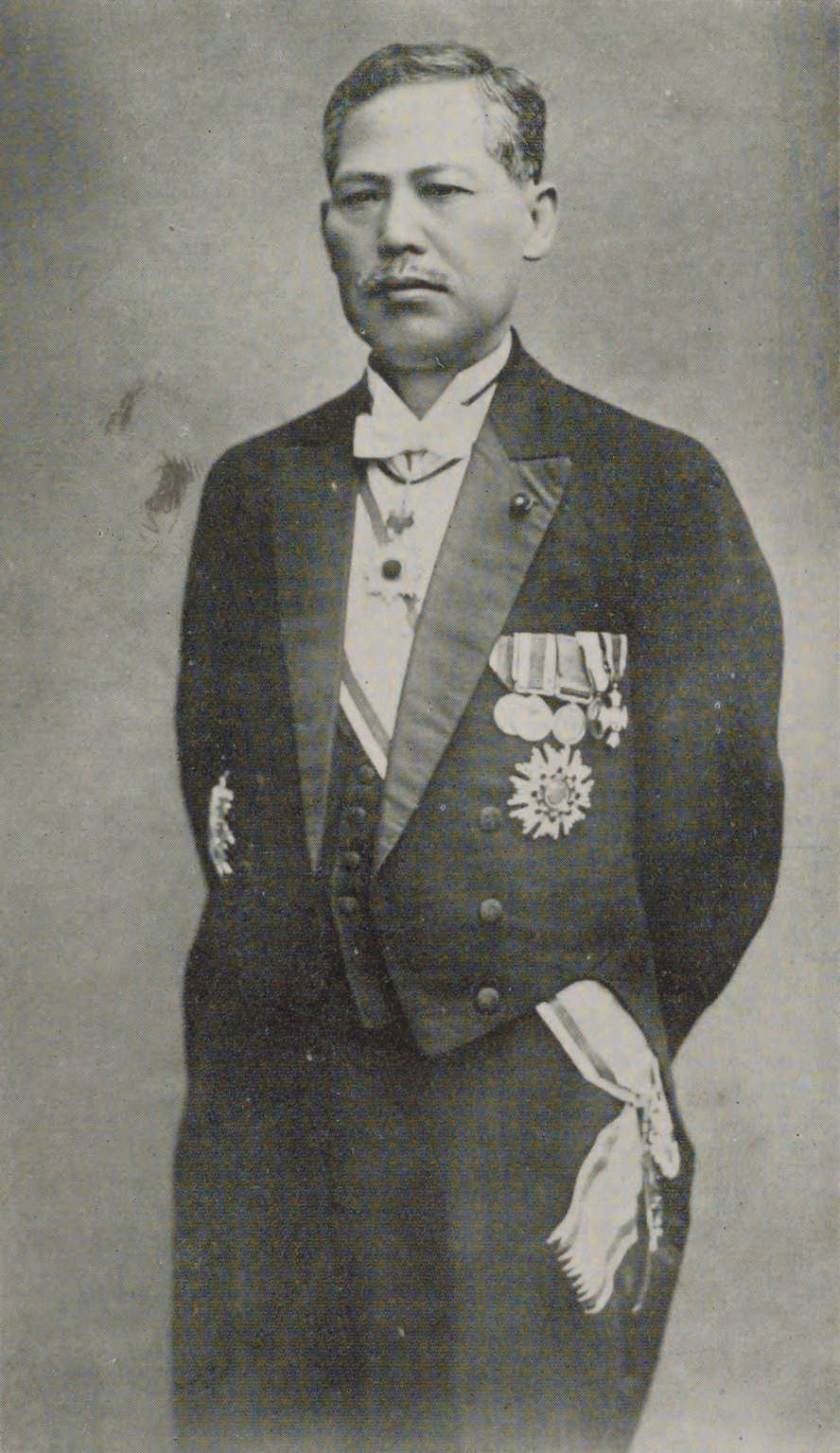
花井卓藏

自苦学時代就喜歡照顧別人，像是往後興行界的大人物，在集合帝都「常陸山会」中擔任幹部的山田喜久太郎，因為知曉淺草及吉原表與裡的事務，所以之後就成為支持花井的一股力量（來自『鉄砲喜久一代）。
另外，研究所謂職業股東問題的名人久保祐三郎也是其中與花井有來往的人，根據森川哲郎的『總会屋』一書記載，為了讓股東大會能夠正常進行，負責處理被稱為一股屋之職業股東所造成的問題的花井就勸告還在擔任記者的久保可以研究股東大會進行的問題。
另外也有許多裡社會世界的人士都與擔任律師的花井互有來往，這也是自大正中期開始，社会的底層民眾們因為有著必須背負国家主義的重擔才能行動，讓他們對於作為在野法曹之雄的花井因此產生某種的期待。

## 作為雄辯家
花井在法廷及議会中以雄辯家而知名，其雄辯術被稱為「花井式辯論」。他在母校中央大学除了教書外，也在明治34年（1901年），組織学生辯論部的名門辭達学会來指導後進。為了紀念花井的偉業，昭和21年（1946年）開始舉辦以大学生為比賽對象的花井卓藏杯爭奪全日本辯論大賽。另外故鄉三原市從昭和26年（1951年）到同44年（1969年），也以廣島縣內的中学生為對象，舉辦「花井杯辯論大賽」。

## 榮譽
- 1915年（大正4年）11月10日 - 大礼記念章[4]

## 著作
- 訟庭論草‧木内前京都府知事事件を論ず
- 訟庭論草‧国民大会事件を論ず
- 訟庭論草‧軍艦金剛の建造請負に関する事件を論ず
- 訟庭論草‧松島事件及樺太事件について論ず
- 訟庭論草‧刺客事件を論ず
- 訟庭論草‧京都府疑獄事件を論ず.
- 訟庭論草‧人肉事件を論ず

## 其他
- 故鄉三原市文化会館的玄關前，設立有花井的胸像。
- 兒子・立原元夫在早稻田大学在学時，與被選為日本國家足球隊代表選手的川本泰三，加茂健，金容植，堀江忠男等人一起在1936年夏季奧林匹克運動會出賽。堀江則是接受在花井宅寄居的德國老婦人成為其家庭老師。
- 與星製藥的創立者星一為長年好友。往後星一之子星新一也將花井與星一的往來狀況以及星製藥的破產過程，寫在傳記小說「人民弱小 官吏強大」一書中。

## 備註
1. ↑  慶應4年6月12日
2. ↑  昭和6年
3. ↑  『官報』第2953号，大正11年6月7日。
4. ↑  『官報』第1310号・付録「辭令」1916年12月13日。

## 關連項目
- 星一
- 花井忠
- 森戶辰男
- 大内兵衛
- 木内重四郎 - 京都事件辯護(1912年)
- 卜部喜太郎 – 被稱「刑事辯護案件中，唯有卜部與花井」的辯護人

## 外部連結
- 辭達学会 （页面存档备份，存于）
- 国立国会圖書館 憲政資料室 花井卓藏関係文書（ＭＦ：慶應義塾大学図書館藏）